# Ederveen
Ederveen (Nedersaksisch: t Ereveen) is een dorp in de Nederlandse provincie Gelderland, gelegen in de gemeente Ede. Ederveen heeft 3785 (2024) inwoners. Ederveen ligt hemelsbreed tussen Renswoude in het noordwesten, Lunteren in het noordoosten en De Klomp en Veenendaal in het zuiden.

## Geschiedenis
De eerste bebouwing is rond 1600 ontstaan. Het gebied werd gebruikt voor turfwinning door mensen uit Ede, de eerste bewoners waren dan ook arme turfstekers uit dat dorp. Ederveen zou lange tijd een arm en onderontwikkeld dorp blijven en pas in de loop van de negentiende eeuw werden er initiatieven ontplooid om de armoede en achterstanden te bestrijden. Tijdens en na de Tweede Wereldoorlog was er in kasteel Bruinhorst een werkkamp Bruinhorst gevestigd. Na de Tweede Wereldoorlog vestigden zich enkele veevoederfabrieken in Ederveen.
In de loop van 2006 is er begonnen met de bouw van de nieuwe wijk Veldjesgraaf. Dit plan heeft Ederveen voorzien van 95 nieuwe woningen. In 2016 volgde het nieuwbouwplan Munnikebeek.

## Maatschappelijk
Ederveen is een kerkelijke plaats. Bij de Tweede Kamerverkiezingen van 2017 behaalde de SGP een groot deel van de stemmen in het dorp, 44,55%. Het dorp telt een gemeente van de Protestantse Kerk in Nederland, een gemeente van de Hersteld Hervormde Kerk, een Gereformeerde Gemeente in Nederland en een Oud Gereformeerde Gemeente in Nederland. In Ederveen zijn twee basisscholen; de Calvijnschool en de Julianaschool. Ederveen heeft sinds 1990 een Oranjecomité. Behalve Koningsdag en een lampionoptocht wordt er jaarlijks een Oldtimerdag georganiseerd meestal op de eerste zaterdag in Mei. Deze dag trekt bezoekers uit het hele land.

## Sport

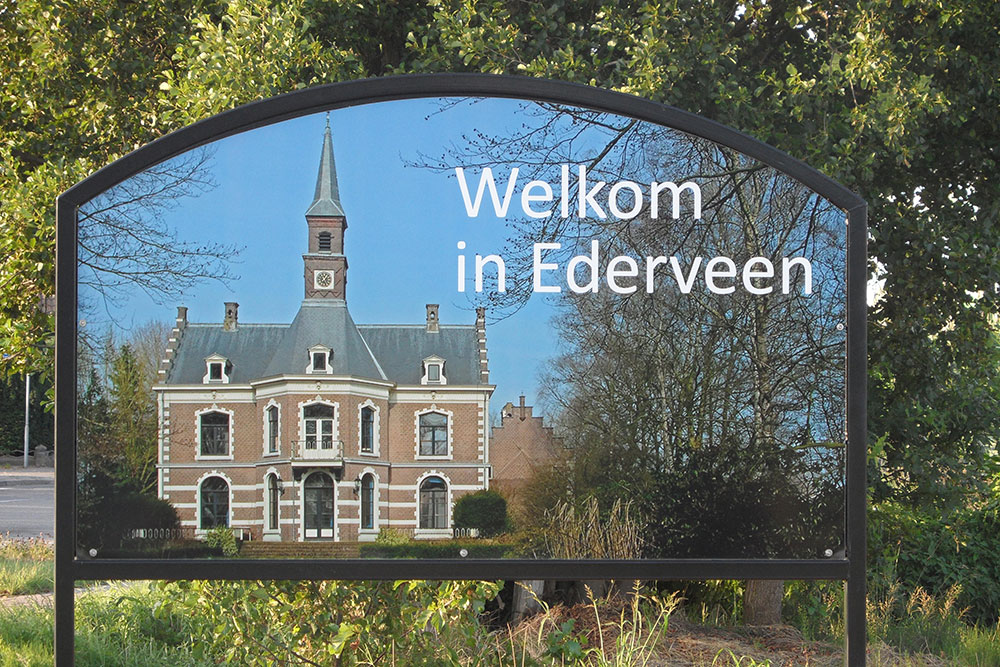
Welkomsbord aan de komgrens

Ederveen kent sinds 1957 een voetbalvereniging: VV Advendo '57.

## Bekende inwoners
- Adrie en Wuf van Ginkel, grondleggers van Ginkels Automobiel Fabriek.
- Robert Long, zanger en cabaretier, heeft zijn jeugd in Ederveen doorgebracht.